# Mohamed Saïdani
Pour les articles homonymes, voir Saïdani.
Mohamed Saïdani, né en Algérie, est un homme politique algérien qui fut wali des wilayas de Chlef et de Médéa.il a aussi était un moudjahid lors de la guerre de libération nationale contre les colonisateurs Français il a fait de la prison et a même traversé le mur de barbelés pour aller en Tunisie pour  ravitailler l'ALN en armes (je suis sont petit fils Racim)

## Fonctions
Ses principales fonctions occupées sont :
1. Wali de Chlef : (-1996).
2. Wali de Médéa : (1996-2000).

## Itinéraire
| N° | Fonction      | Début           | Fin             |
| -- | ------------- | --------------- | --------------- |
| 01 | Wali de Chlef |                 | 27 juillet 1996 |
| 02 | Wali de Médéa | 27 juillet 1996 | 13 août 2000    |